# Акименки (Сумская область)
Акиме́нки (укр. Якиме́нки) — село,
Гриневский сельский совет,
Недригайловский район,
Сумская область,
Украина.
Население по переписи 2001 года составляло 110 человек.

## Географическое положение
Село Акименки находится у одного из истоков реки Хусть.
На расстоянии до 1 км расположены сёла Нелены и Гриневка.
По селу протекает пересыхающий ручей с запрудой.